# Stanisław Wais
Stanisław Wais (ur. 20 kwietnia 1914 w Klimkówce, zm. 7 maja 1982) – polski palacz kotłowy i polityk, poseł na Sejm PRL I, II i III kadencji.

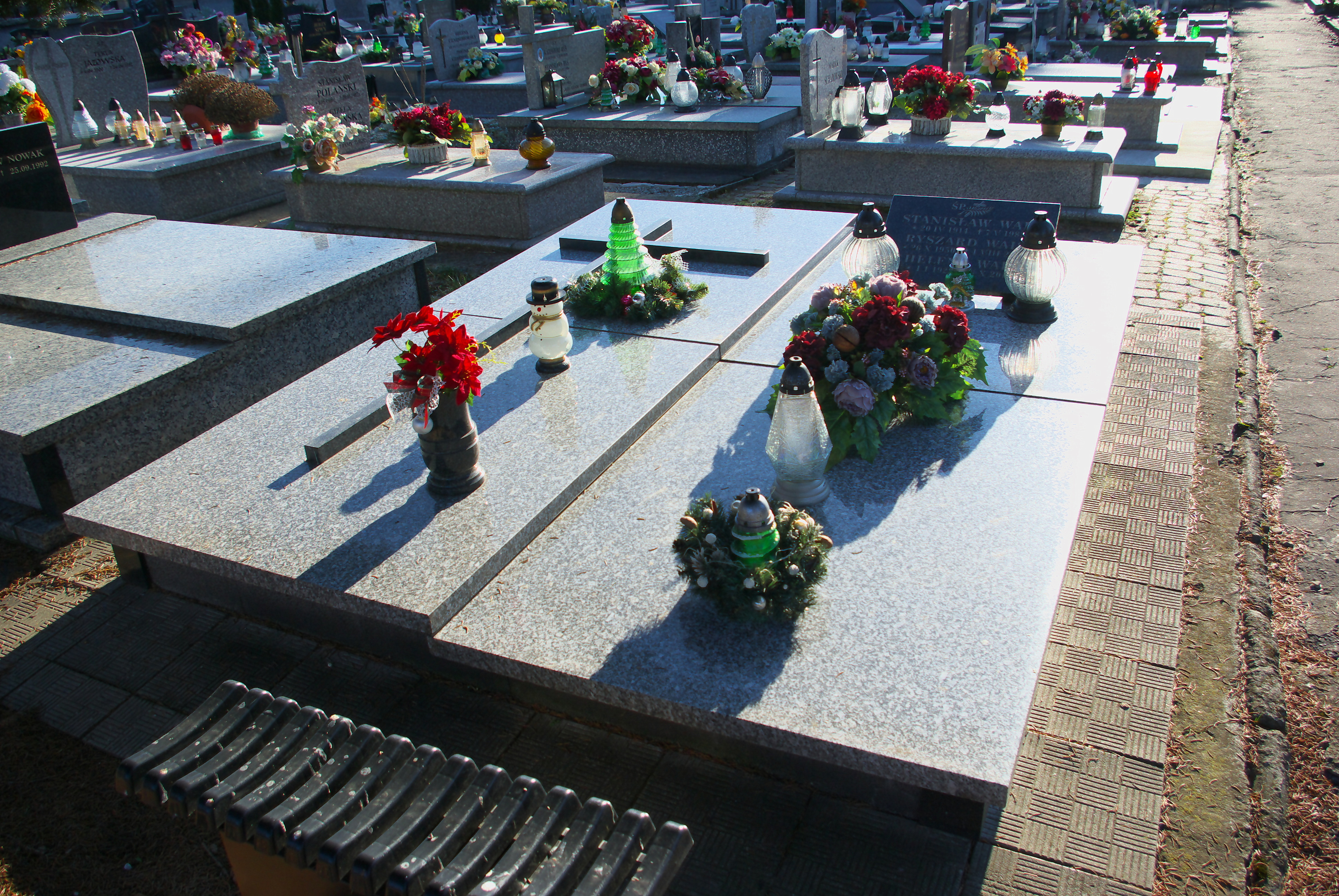
Grobowiec Stanisława Waisa

## Życiorys
Uzyskał wykształcenie średnie. W latach 1935–1937 był robotnikiem w zakładach drzewnych w Gorlicach, następnie zatrudniony był jako palacz kotłowy w kopalni nafty. Jako palacz pracował również podczas okupacji niemieckiej w kopalni Wólka. Później działał w związkach zawodowych. W 1945 objął funkcję sekretarza oddziału Związku Zawodowego Nafciarzy w Iwoniczu, potem był przewodniczącym rady zakładowej w kopalni nafty w Iwoniczu oraz przewodniczącym Zarządu Okręgowego Związku Górników w Krośnie. Wstąpił do Polskiej Zjednoczonej Partii Robotniczej. W 1952, 1957 i 1961 uzyskiwał mandat posła na Sejm PRL I, II i III kadencji kolejno z okręgów Krosno (dwukrotnie) i Jasło. W trakcie I kadencji zasiadał w Komisji Spraw Ustawodawczych, w II w Komisji Komunikacji i Łączności oraz w Komisji Przemysłu Ciężkiego, Chemicznego i Górnictwa, w której pracował również w III kadencji.
Otrzymał Brązowy Krzyż Zasługi (1946) oraz Medal 10-lecia Polski Ludowej (1954). W 1976 został wyróżniony wpisem do „Księgi zasłużonych dla województwa krośnieńskiego” (w gronie pierwszych trzydziestu wyróżnionych osób).
Był żonaty z Heleną (1922–2013). Pochowany na cmentarzu komunalnym w Krośnie.